# Noel Furlong
Noel Furlong (* 25. Dezember 1937 in Dublin als John James Furlong; † 27. Juni 2021 ebenda) war ein irischer Teppichhersteller und Hobby-Pokerspieler. Er gewann 1999 die Poker-Weltmeisterschaft.

## Persönliches
Furlong gründete 1980 mit Furlong Flooring eine Firma, die im Vereinigten Königreich und in Irland Teppiche verkaufte. Er besaß Rennpferde und war Pferdetrainer. Seinen Spitznamen „Noel“ erhielt Furlong, weil er am Weihnachtstag geboren wurde. Ende Juni 2021 starb er im Alter von 83 Jahren.

## Karriere
Furlong begann 1983 mit Poker. Da er durch seine Firma stark beansprucht wurde, spielte er nur unregelmäßig Pokerturniere.
Im April 1987 und April 1989 gewann er jeweils das Main Event der Irish Poker Open in seiner Heimatstadt Dublin. Bei seinem ersten Besuch der World Series of Poker (WSOP) 1989 in Las Vegas belegte er im Main Event den sechsten Platz und erhielt 52.850 US-Dollar. Zehn Jahre danach gewann er als erster und bislang einziger Ire das Main Event der WSOP 1999 und sicherte sich damit eine Million US-Dollar sowie ein Bracelet. Danach blieben größere Turniererfolge aus. Seine letzte Geldplatzierung bei einem Pokerturnier erzielte Furlong im April 2011 bei den Irish Poker Open.
Bis zu Andy Blacks fünftem Platz bei der WSOP 2005 war Furlong der nach Turnierpreisgeldern erfolgreichste irische Pokerspieler. Insgesamt hat er sich mit Poker bei Live-Turnieren mehr als 1,1 Millionen US-Dollar erspielt.